# Abike Dabiri

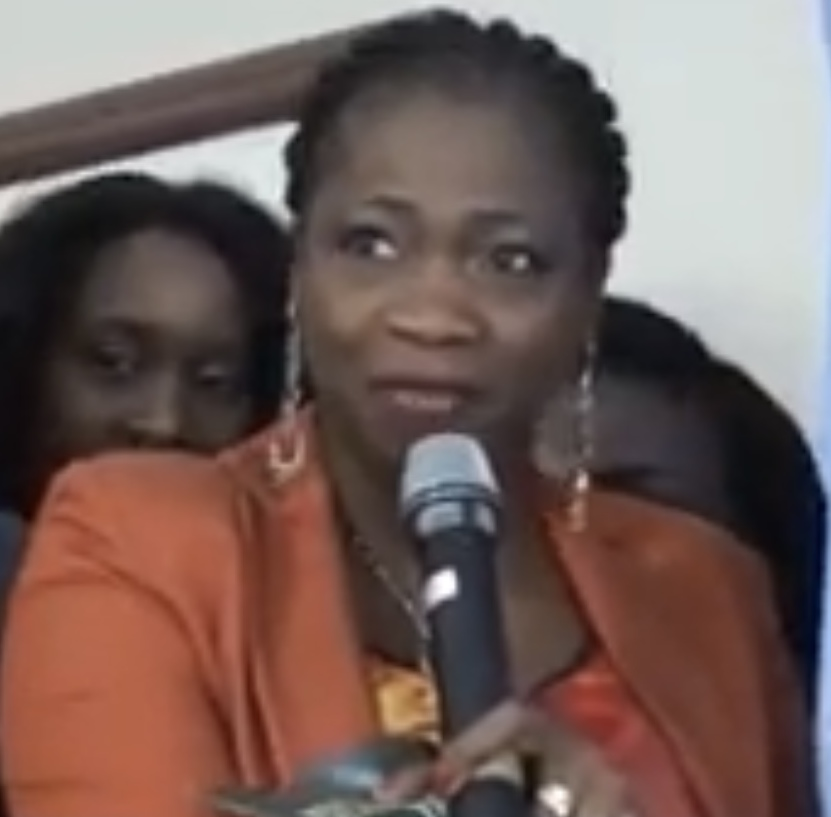
Abike Dabiri (2021)

Abike Dabiri hay tên đầy đủ là Abike Kafayat Oluwatoyin Dabiri-Erewa (sinh ngày 10 tháng 10 năm 1962 tại thành phố Jos, bang Plateau) là tên của một nữ chính trị gia người Nigeria và là cựu thành viên của hạ viện (bà đại diên cho khu vực Ikorodu nằm ở phía đông bắc bang Lagos). Bà từng là chủ tịch của viện truyền thông công cộng và cũng từng là chủ tịch của ủy ban chuyên xử lí các vấn đề về người Do Thái.
Lần đầu tiên bà trúng cử là vào năm 2003, sau đó bà trúng cử liên lục vào năm 2007 và 2011. Năm 2015, bà được bổ nhiệm làm trợ lí đặc biệt của tổng thống Muhammadu Buhari chuyển giải quyết các vấn đề về người Do Thái và ngoại giao.
Bà làm việc ở cơ quan truyền hình Nigeria trong 15 năm, sau đó bà bỏ việc để tranh cử tại hạ viện và chiến thắng với kết quả đáng kể. Với chức vị này vào năm 2007, bà bỏ phiếu chông để tổng thống Olusegun Obasanjo không đắc cử liên tục ba lần (hai lần trước ông đắc cử vào năm 1999 và tái đắc cử năm 2003)

## Tài trợ
Bà là người tài trợ cho những dự luật được quốc hội thông qua, chúng bao gồm:
- Dự luật tự do trao đổi thông tin.
- Dự luật đảm bảo quyền bình đẳng cho những người khuyết tật.
- Dự luật phúc lợi y tế cho trẻ em dưới 5 tuổi (mọi trẻ em dưới 5 tuổi là công dân của Nigeria đều được chăm sóc y tế miễn phí).
- Dự luật thành lập ủy ban cho người Do Thái.
- Dự luật bảo vệ và tăng cường trách nhiệm cho sự an toàn và phúc lợi của những nhà báo ở Nigeria

## Học vấn
Abike Kafayat Oluwatoyin Dabiri-Erewa học tiển học ở trường tư thục Maryland, ở Maryland, thành phố Ikeja, bang Lagos. Sau đó, bà học trung học ở trường St. Teresa's College ở thành phố Ibadan, bang Oyo. Tấm bằng đầu tiên của cô là về ngôn ngữ Anh ở trường đại học Ife (nay là trường đại học Obafemi Awolowo, OAU. Sau đó, bà có chứng chỉ và bằng thạc sĩ về truyền thông đại chúng ở đại học Lagos, Akoka.